# Slaapbol

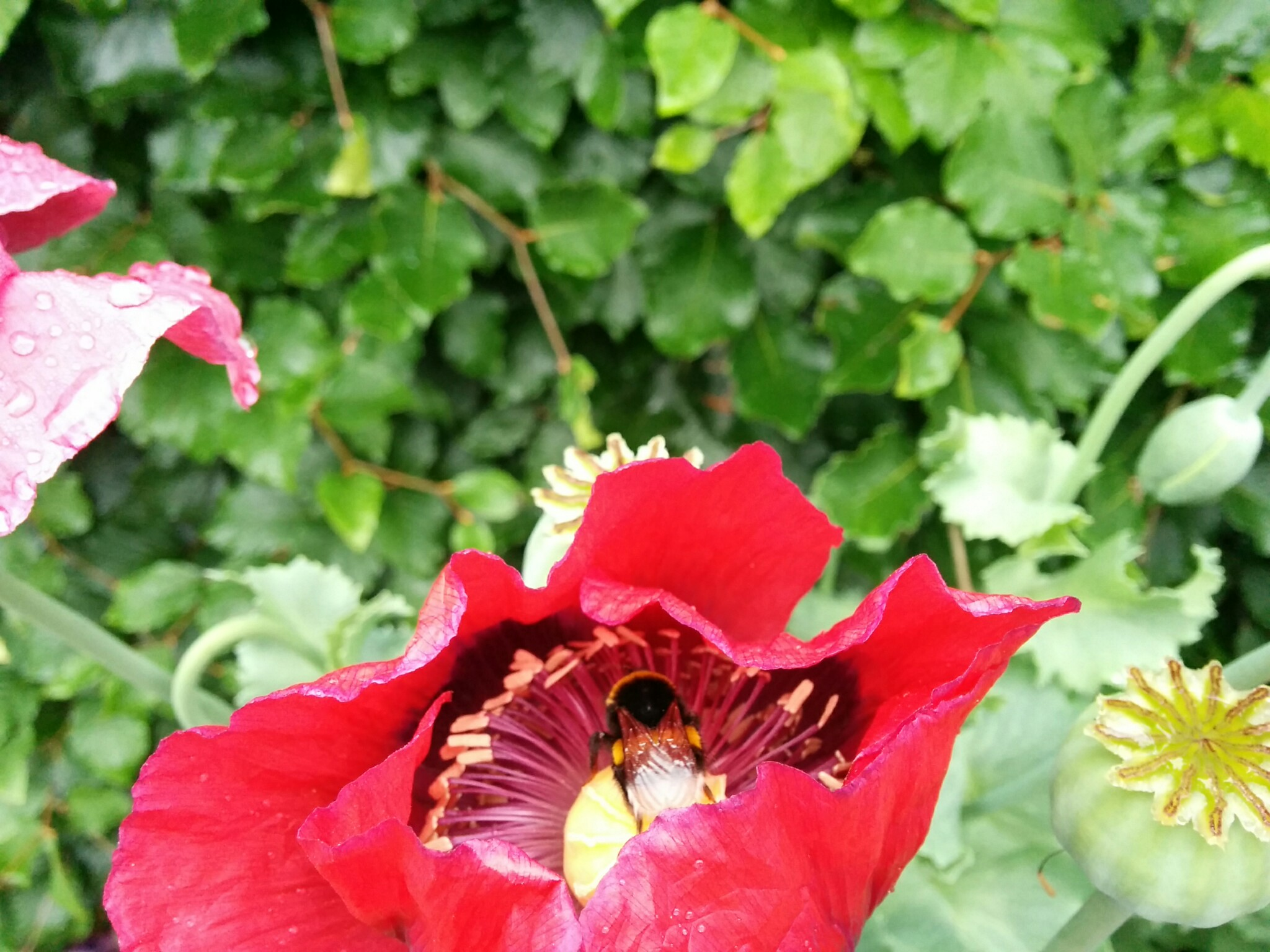
Papaver somniferum

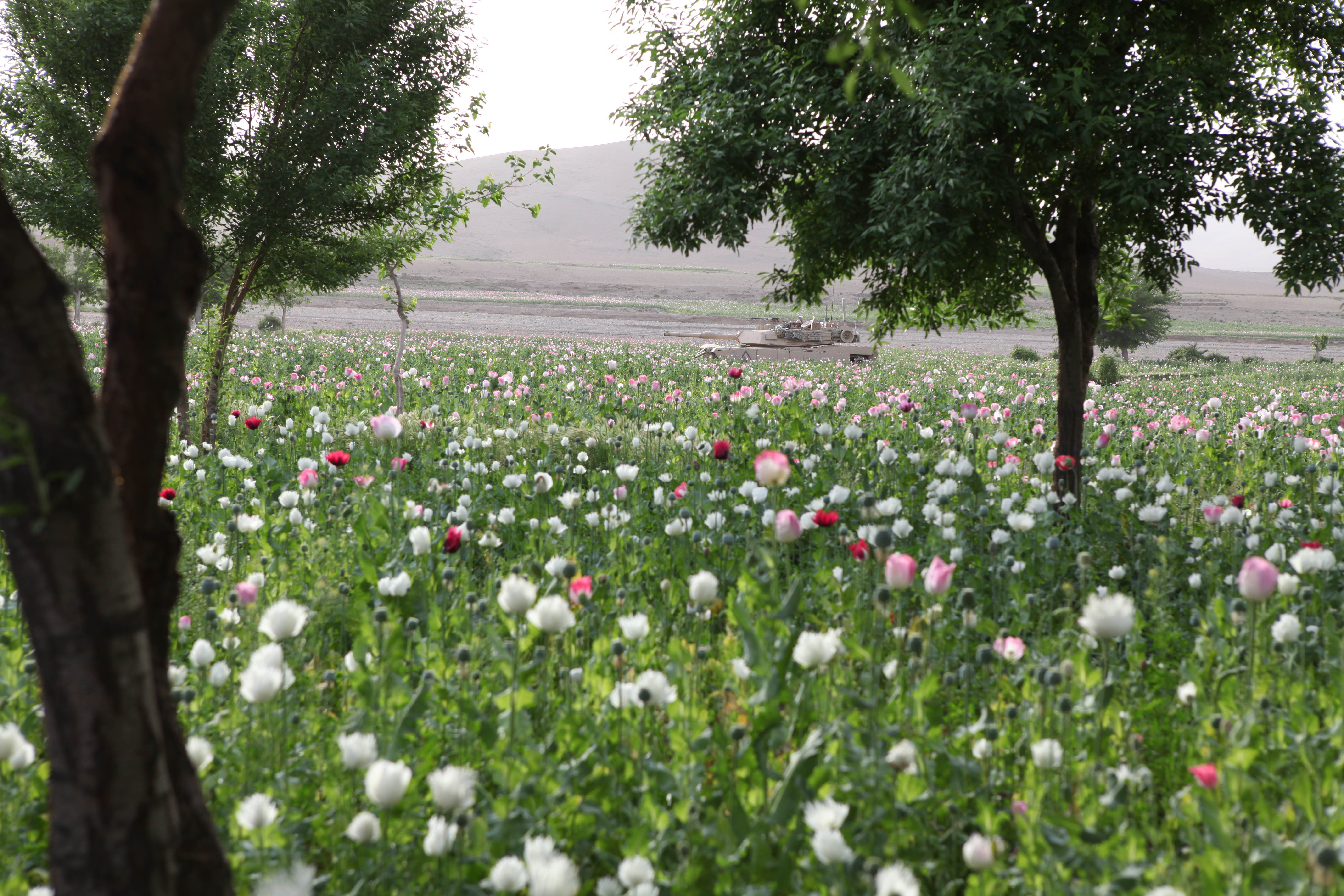
Papaverveld in Afghanistan

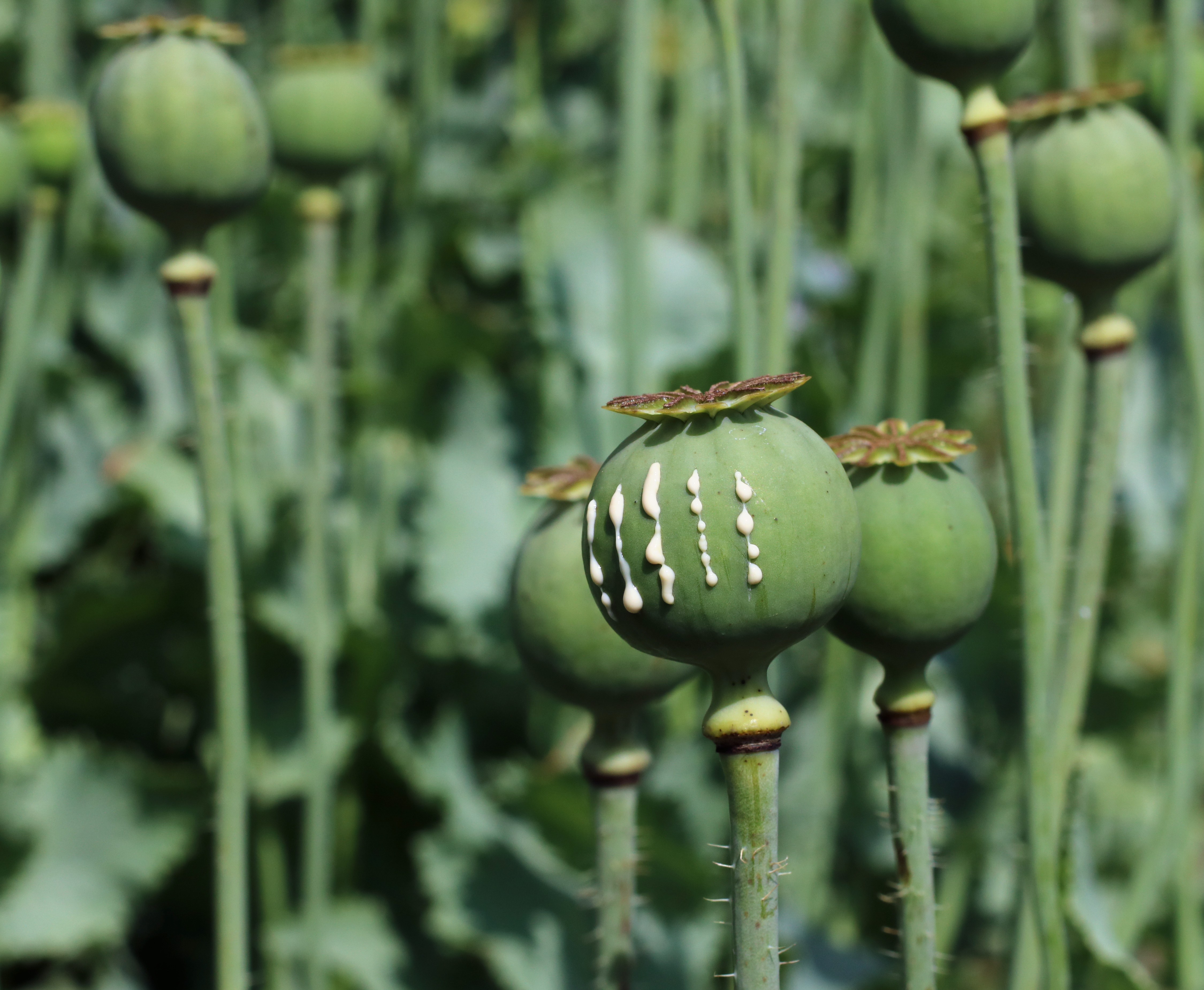
Opiumhoudend melksap

De slaapbol of bolpapaver (Papaver somniferum) is een eenjarige plant die tot de papaverfamilie (Papaveraceae) behoort.
De plant heeft een karakteristieke zaadbol, die ook wel de maanbol wordt genoemd. De gedroogde zaden uit de bol zijn bekend als (blauw) maanzaad. 
De soort bloeit van juli tot augustus. Hij gedijt goed op kleigrond. Slaapbollen werden al verbouwd sinds de Jonge Steentijd en werden toen gebruikt voor de olie die zich in de zaadjes bevindt.

## Gebruik

### Medisch
Uit het gedroogde melksap van deze maanbol kan opium gewonnen worden.  Uit opium kunnen vervolgens morfine, heroïne, codeïne, papaverine, laudanine en noscapine verkregen worden.
Het sap van de plant is giftig en kan bij bepaalde hoeveelheden leiden tot een langzame dood (die gekenmerkt wordt door een periode van bewusteloosheid). De plant dankt hieraan ook zijn naam.
De 'Norman papaver', gekweekt op het eiland Tasmanië is een cultivar; onder controle van de VN en de medische industrie Johnson & Johnson beschermd door militairen. Deze plant is morfinevrij en codeïnevrij, maar bevat thebaïne en oripavine geschikt voor pijnstillers.

## Ondersoorten encultivars

### Papaver somniferumvar.album
Blauwmaanzaad waarbij de zaden worden gebruikt als maanzaad voor "op de broodjes" of in gebak. Het zaad bevat vrijwel geen opiaten, maar een test op verdovende middelen zal na het consumeren van een grote hoeveelheid maanzaad wel een positieve uitslag vertonen.

### Papaver somniferumconvar.nigrum
Papaver waarbij de zaden worden geperst voor gebruik als olie huile d'oeillette. Eerste persing wordt gebruikt als tafelolie; tweede persing wordt gebruikt als verfolie met het schijnbare voordeel dat deze olie niet rans wordt en onder invloed van het licht niet verkleurt.

### Papaver somniferumsubsp.hortensia
Tuinpapaver speciaal gekweekt voor zijn fraaie bloemen.

### Papaver somniferumsubsp.sativa
Kweekpapaver voor boer en tuinder.

### Papaver somniferumsubsp.somniferum
Deze papaver is de opiumpapaver die vooral in Afghanistan wordt gekweekt; waarbij het melksap ongeveer 10% opium bevat. Deze plant wordt ongeveer een meter hoog.
Volgens de Opiumwet in België (die anders is dan in Nederland) heeft men geen vergunning nodig om enkele slaapbollen in de tuin te kweken.
Het opiumgehalte is slechts 0,5 à 1% doordat :
- de grond te weinig efficiënte mineralen bevat
- er onvoldoende aantal uren zonneschijn is
- een snelle afwatering vereist is.

Het melksap mag gebruikt worden als wrattensap, maar niet voor oraal gebruik.
In Duitsland is de kweek ten strengste verboden en enkel met een vergunning die maximaal 3 jaar geldig is mag de variant Papaver somniferum var. album op maximaal 10 vierkante meter gekweekt worden waarbij de locatie aangegeven moet worden en ook de hoeveelheid oogst opgegeven moet worden.
In Oostenrijk groeit de papaver nog in het wild, het bewerken of meenemen van deze planten is daar strafbaar.
Het bezitten van zaden is niet strafbaar omdat deze geen psychoactieve stoffen bevatten. Het kweken van de kleine papaversoorten (waarvan het melksap nauwelijks psychoactieve stoffen bevatten) zal in de praktijk niet tot problemen leiden.